# Teleportace
Teleportace je metoda nepřímého přemisťování objektů, při kterém je místo samotného předmětu přenášena informace o něm a podle ní je pak na místě určení stejný předmět vytvořen. Teleport je zařízení sloužící k takovémuto přenosu.

## Název
Termín „teleportace“ (řecky tele = vzdálenost, latinsky portare = nést) zavedl v roce 1931 publicista Charles Fort (1874–1932), který shromažďoval a později v souborech publikoval mimo jiných zpráv o podivných jevech i zprávy o „poletování“ kamenů a o metapsychologií popisovaném protunelování se kamenů hmotnou překážkou. Dnes se o v 19. století údajně pozorovaných tzv. aportech nejrůznějších objektů (nejčastěji kamenů), ale i živých zvířat, hovoří v populární literatuře jako o teleportaci.[zdroj?] Teleportace se nesmí zaměňovat za telekinezi. Pojem teleportace nabyl na popularitě až koncem 20. století.

## Skutečná teleportace
V roce 1993 popsala skupina vědců vedená Charlesem Bennettem kvantovou teleportaci, pomocí níž je možné přenést úplnou informaci o částici. Při teleportaci částice A do částice C je třeba použít další částici B, která je kvantově provázána s částicí C. Při kontaktu částic A a B se informace z A přenese do B, a díky provázání zároveň také do částice C. Ta se stává identickou s částicí A, jejíž informace byla během teleportování zničena. První experiment s kvantovou teleportací proběhl roku 1997 na univerzitě v Innsbrucku, kde byly teleportovány fotony ultrafialového světla. V roce 2004 byly poprvé kvantově teleportovány atomy. Kvantová teleportace nepřekračuje rychlost světla. 
V roce 2002 byl teleportován laserový paprsek.[zdroj?]
Jiná metoda teleportace byla navržena v roce 2007, nevyžaduje kvantové provázání, ale využívá Boseho-Einsteinův kondenzát (BEC), ve kterém jsou částice na nejnižší energetické hladině a mají stejný kvantový stav. Na BEC se pustí teleportovaná hmota, jejíž částice také dosáhnou nejnižší energetické hladiny a nadbytečnou energii vyzáří jako světelný paprsek, obsahující veškerou informaci o teleportovaných částicích. Tento paprsek pak při kontaktu s jiným BEC vytvoří původní teleportovanou hmotu.
V roce 2012 čínští vědci teleportovali informace o vlastnostech shluku asi 100 milionů atomů rubidia o velikosti 1 mm na vzdálenost 150 metrů. V témže roce byly teleportovány fotony na do té doby rekordní vzdálenost 143 km mezi ostrovy La Palma a Tenerife.
Teleportace makroskopických předmětů je prozatím záležitostí science fiction.

## Problém kontinuity existence
Zejména při hypotetické teleportaci živých objektů můžeme narazit na filozofický problém kontinuity existence. V případě přenosu pouze informací o pozici a stavu jednotlivých částic osoba ve výchozím místě de facto zemře a v cílové stanici je sestavena už jen její, byť identická, kopie. Zajímavý paradox je pak to, že ani okolí, ani samotná kopie osoby není za tohoto stavu schopna přerušení kontinuity existence zaregistrovat. Paradox kontinuity vede k paradoxu identity.[zdroj?]

## Teleportace v sci-fi
Snad nejstarší příběh o teleportu ve sci-fi byl vydán roku 1877. The Man Without A Body od Edwarda Page Mitchella  vypráví o vědci, který dokázal rozložit kočku na atomy, ty pak přenést po telegrafním drátě a zase je složit. Když ovšem vědec následně aplikoval postup na sebe sama, po přenosu hlavy se vybila baterie.[zdroj?] Teleportaci rozkladem na atomy zmiňuje i tisk roku 1878. Analogie s telegrafem je zmiňována i roku 1899.
Známější je povídka Moucha z roku 1957, která byla zfilmována 1958 a podruhé roku 1986.
První filmový seriál, kde se teleport objevil, byl Star Trek (viz Transportér (Star Trek)). Producenti filmu ho vymysleli, aby ušetřili náklady a nemuseli vytvářet v trikových studiích drahé scény s přistávacími moduly. Díky jeho velmi častému používání se teleport stal částečně symbolem tohoto seriálu a mnohá další vizuální díla se nechala inspirovat efektem pro teleportaci ve Star Treku použitým.
Další seriál, kde se objevil teleport, je Hvězdná brána. Tam se teleportu říká transportní kruhy. Takových technologií transportujících rozložená tělesa v nulovém čase je více. Nejvíce se ale teleportu podobá asgardské transportní zařízení.
Teleportace se objevuje také v počítačových hrách.